# Nowa Hałeszczyna
Nowa Hałeszczyna (ukr. Нова Галещина) – osiedle typu miejskiego na Ukrainie, w obwodzie połtawskim, w rejonie krzemieńczuckim, siedziba hromady. W 2001 liczyło 2658 mieszkańców, spośród których 2531 wskazało jako ojczysty język ukraiński, 114 rosyjski, 1 mołdawski, 2 białoruski, 4 ormiański, a 6 inny.